# بكول
باكول محافظة في جنوب غرب الصومال.

## المناطق
1. حودر (hudur)
2. ربطوري (Rabdure)
3. واجد (Wajid)
4. تيقلو (tayeglo)
5. عيل بردي (el barde)

## أعلام
- محمد حاج مختار